# Ecdeiocoleaceae
Die Ecdeiocoleaceae sind eine Pflanzenfamilie, die zu den Süßgrasartigen (Poales) gehört. In dieser Familie gibt es nur zwei monotypische Gattungen, also nur zwei Arten.
Die beiden Arten der Ecdeiocoleaceae sind Endemiten und haben ihre Areale nur im südwestlichen Australien.

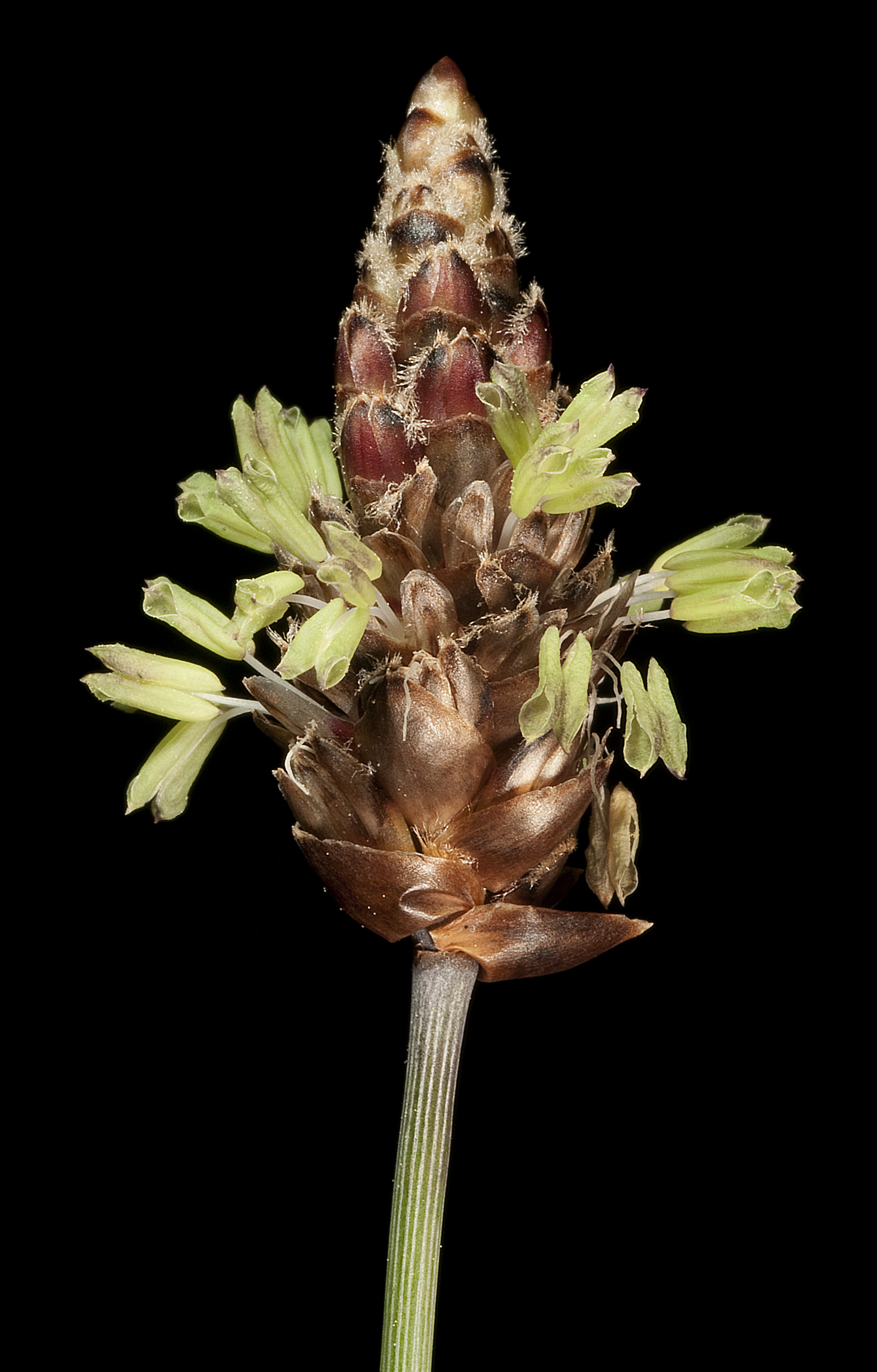
Ecdeiocolea monostachya

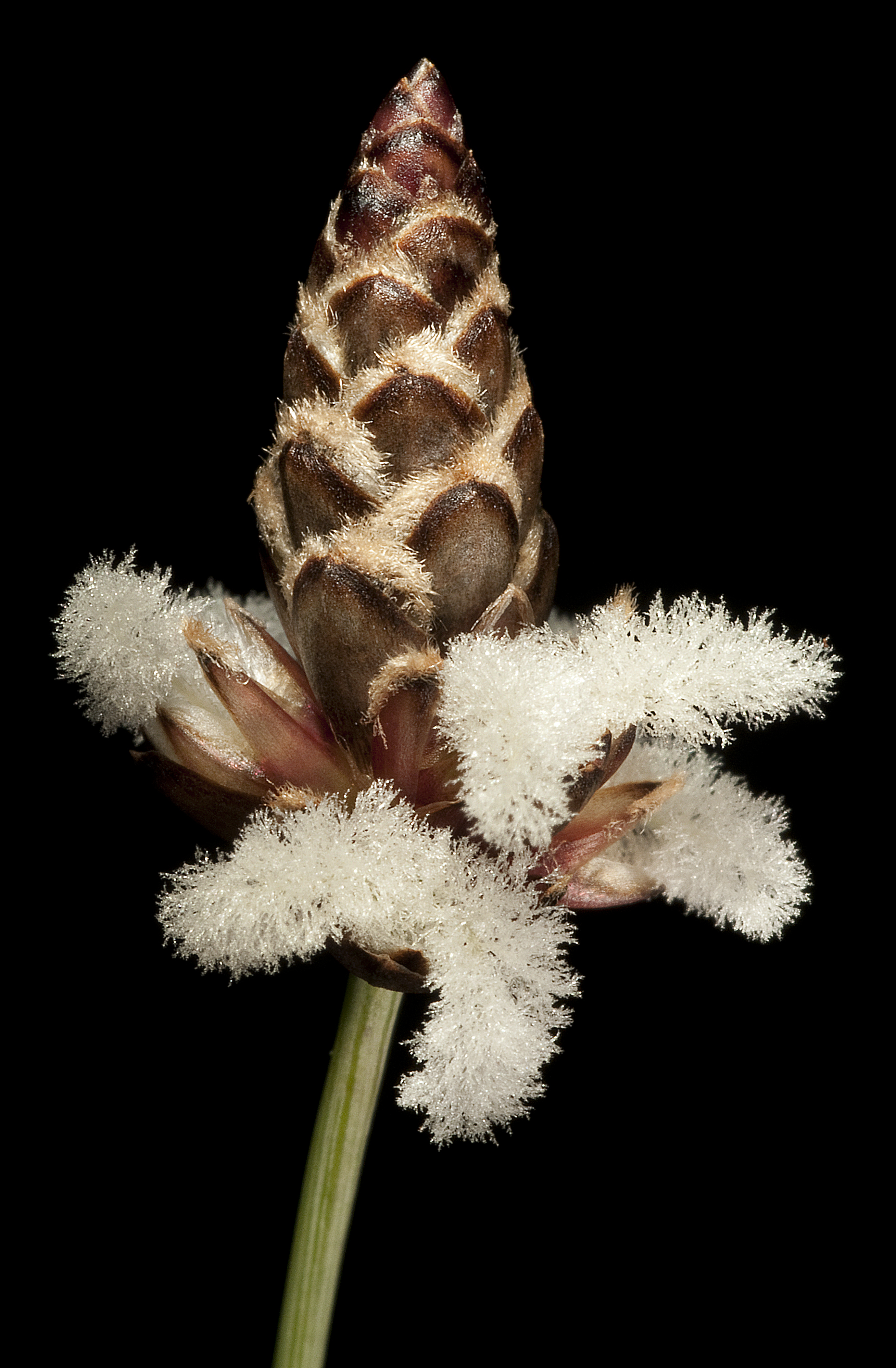
Ecdeiocolea monostachya

## Beschreibung
Die zwei Arten der Ecdeiocoleaceae sind ausdauernde krautige Pflanzen, mit Rhizomen. Die wechselständig angeordneten Laubblätter sind (zu Schuppen reduziert), einfach, ungestielt, parallelnervig und ganzrandig.
In kleinen ährigen Blütenständen sind einige Blüten zusammengefasst. Sie sind einhäusig getrenntgeschlechtig (monözisch); in den Ährchen stehen weibliche und männliche Blüten zusammen. Die kleinen, eingeschlechtigen Blüten sind dreizählig. Es sind sechs unterschiedlich gestaltige Blütenhüllblätter vorhanden. In den männlichen Blüten sind vier oder sechs fertile, freie Staubblätter vorhanden. In den weiblichen Blüten sind zwei Fruchtblätter zu einem oberständigen Fruchtknoten verwachsen, es sind zwei freie Griffel mit je einer Narbe vorhanden. Die Bestäubung erfolgt durch den Wind (Anemophilie).
Es werden einsamige Kapselfrüchte oder Achänen gebildet.

## Systematik
Es gibt nur (eine oder) zwei Gattungen mit nur drei Arten in der Familie der Ecdeiocoleaceae:
- Ecdeiocolea F.Muell.: Mit nur zwei Arten:
  - Ecdeiocolea monostachya F.Muell.: Wächst im südwestlichen Australien auf sauren Böden und erreicht Wuchshöhen von 0,4 bis 1 m und Pflanzendurchmesser 1 m. Die männlichen Blüten enthalten vier Staubblätter.[2]
  - Ecdeiocolea rigens B.G.Briggs: Sie wurde 2011 aus dem westsüdwestlichen Western Australia erstbeschrieben.[1]
- Georgeantha B.G.Briggs & L.A.S.Johnson: Mit nur einer Art:
  - Georgeantha hexandra B.G.Briggs & L.A.S.Johnson: Wächst im westsüdwestlichen Australien in saisonalen Feuchtgebieten auf Sand und erreicht Wuchshöhen von 0,5 bis 0,8 m.[3]

Diese beiden Arten waren früher in der Familie der Restionaceae enthalten. Die nächsten Verwandten sind die Joinvilleaceae und Poaceae.